# Edmund Purdom
Edmund Cutlar Purdom (n.  ?) a fost un actor, artist de voce și regizor englez. A lucrat mai întâi pe scenă în Marea Britanie, interpretând diverse opere de Shakespeare, apoi în Statele Unite pe Broadway și la Hollywood, și în cele din urmă în Italia. Este probabil cel mai bine cunoscut pentru rolul său principal în filmele din 1954 Egipteanul și Dragoste de prinț.

## Filmografie
- Goodyear Playhouse (1952, serial TV) – episodul "The Medea Cup"
- Titanic (1953) – Second Officer Lightoller (nemenționat)
- Julius Caesar (1953) – Strato
- The Student Prince (1954) – Prince Karl
- The Egyptian (1954) – Sinuhe
- Athena (1954) – Adam Calhorn Shaw
- The Prodigal (1955) – Micah
- The King's Thief (1955) – Michael Dermott
- Strange Intruder (1956) – Paul Quentin
- Trapped in Tangier (1957) – John Milwood
- Sword of Freedom (1957–1958, TV series) – Marco del Monte
- Herod the Great (1959) – Erode / Herodes
- The Diary of Anne Frank (1959) – British Radio Announcer (voce, nemenționat)
- Tales of the Vikings (1959–1960, TV series) – Egil / King Lawrence
- Moment of Danger (1960, aka Malaga) – Peter Carran
- The Cossacks (1960) – Shamil, the Sheik
- The Loves of Salammbo (1960) – Narr Havas
- The Night They Killed Rasputin (1960) – Rasputin
- Fury of the Pagans (1960) – Toryok
- Big Request Concert (1960) – Harry Mell
- The Last of the Vikings (1961) – King Sveno
- La Fayette (1961) – Silas Deane
- Queen of the Nile (1961) – Tumos
- White Slave Ship (1961) – Dr. Bradley
- The Last Ride to Santa Cruz (1964) – Rex Kelly
- The Beauty Jungle (1964) – Rex Carrick
- The Comedy Man (1964) – Julian Baxter
- The Yellow Rolls-Royce (1964) – John Fane
- Heroes of Fort Worth (1965) – Patterson
- The Man Who Laughs (1966) – Cesare
- Sweden: Heaven and Hell (1968) – Narator (dublaj în engleză)
- Chrysanthemums for a Bunch of Swine (1968)
- Blackie the Pirate (1971) – Viceroy
- The Fifth Cord (1971) – Edouard Vermont
- Lucifera: Demon Lover (1972) – Gunther
- Il Boss (1973) – Avvocato Rizzo (dublaj în engleză, voce, nemenționat)
- The Big Family (1973) – Giovanni Lutture
- High Crime (1973) – Franco (dublaj în engleză, voce, nemenționat)
- Frankenstein's Castle of Freaks (1974) – Prefect
- The Perfume of the Lady in Black (1974) – Andy (dublaj în engleză, voce, nemenționat)
- What Have They Done to Your Daughters? (1974) – Prof. Beltrame (dublaj în engleză, voce, nemenționat)
- The Suspects (1974) – Le journaliste américain
- The Cursed Medallion (1975) – Doctor
- Povero Cristo (1975) – Man in tailcoat
- A Matter of Time (1976) – (nemenționat)
- Mister Scarface (1976) – Luigi Cherico
- The Concorde Affair (1979) – Danker
- Pensieri Morbosi (English title: Deep Thoughts) (1980) - The Pianist
- Absurd (1981) – Father
- Pieces (1982) – The Dean
- Ator, the Fighting Eagle (1982) – Griba
- Amok (1983) – Jaarsveld
- 2019, After the Fall of New York (1983) – President of the Pan American Confederacy
- Champagne in paradiso (1983) – Paola's Father
- Don't Open till Christmas (1984) – Inspector Ian Harris
- The Assisi Underground (1985) – Cardinal Della Costa
- Who Is Afraid of Dracula? (1985) – Count Dracula
- Don Bosco (1988) – Urbano Rattazzi
- The Rift (1990) – CEO Steensland
- Un orso chiamato Arturo (1992)
- A Ray of Sun (1997) – voice of Renzo Rossellini
- Titanic: The Legend Goes On (2001) – vocea lui Jeremy McFlannel
- The Knights of the Quest (2001) – Hugh of Clarendon